# Пост 21 км
Пост 21 км — роздільний пункт Харківського залізничного вузла Полтавського напрямку. Розташований між платформою Коротич та колійним постом Комунар. Пункт розташований поблизу міста Люботин, на перетині з автошляхом Р51. На пункті зупиняться лише приміські потяги. Пункт належить до Харківської дирекції Південної залізниці.